# Mario Gavranović
Mario Gavranovic (Lugano, el 24 de novembre de 1989) és un futbolista professional suís, juga amb el Kayserispor Kulübü.